# Steve McCaffery
Steve McCaffery (* 24. Januar 1947 in Sheffield) ist ein britisch-kanadischer Vertreter der Lautpoesie.

## Leben und Wirken
Steve McCaffery studierte bis zum Bachelor Englisch und Philosophie an der University of Hull. 1968 zog er nach Toronto, Kanada und schloss sein Studium an der York University mit dem Master und an der University at Buffalo mit dem Ph.D. ab.
1970 gründete er zusammen mit Paul Dutton, Rafael Barreto-Rivera und bpNichol die Dichtergruppe „The Four Horsemen“.
Steve McCaffery ist Professor an der University at Buffalo.
Er war 1987 Teilnehmer der documenta 8 in Kassel.

## Schrifften
- Carnival – 1967–1975
- Dr. Sadhu's Muffins – 1974
- Ow's Waif – 1975
- Sound Poetry – A Survey – 1978[4]
- Intimate Distortions – 1979
- Knowledge Never Knew – 1983
- Panopticon – 1984
- North of Intention: Critical Writings 1973–1986 – 1986
- Evoba – 1987
- The Black Debt – 1989
- Theory of Sediment – 1991 (nominiert für einen Governor General’s Award 1992)
- The Cheat of Words – 1996
- Seven Pages Missing – 2000 (nominiert für einen Governor General’s Award 2001)
- Prior to Meaning: The Protosematic and Poetics  – 2001
- The Basho Variations – 2007